# La Couleur pourpre de la neige
 (octobre 2024).
La mise en forme du texte ne suit pas les recommandations de Wikipédia : il faut le « wikifier ».
Les points d'amélioration suivants sont les cas les plus fréquents. Le détail des points à revoir est peut-être précisé sur la page de discussion.
- Les titres sont pré-formatés par le logiciel. Ils ne sont ni en capitales, ni en gras.
- Le texte ne doit pas être écrit en capitales (les noms de famille non plus), ni en gras, ni en italique, ni en « petit »…
- Le gras n'est utilisé que pour surligner le titre de l'article dans l'introduction, une seule fois.
- L'italique est rarement utilisé : mots en langue étrangère, titres d'œuvres, noms de bateaux, etc.
- Les citations ne sont pas en italique mais en corps de texte normal. Elles sont entourées par des guillemets français : « et ».
- Les listes à puces sont à éviter, des paragraphes rédigés étant largement préférés. Les tableaux sont à réserver à la présentation de données structurées (résultats, etc.).
- Les appels de note de bas de page (petits chiffres en exposant, introduits par l'outil «  Source ») sont à placer entre la fin de phrase et le point final[comme ça].
- Les liens internes (vers d'autres articles de Wikipédia) sont à choisir avec parcimonie. Créez des liens vers des articles approfondissant le sujet. Les termes génériques sans rapport avec le sujet sont à éviter, ainsi que les répétitions de liens vers un même terme.
- Les liens externes sont à placer uniquement dans une section « Liens externes », à la fin de l'article. Ces liens sont à choisir avec parcimonie suivant les règles définies. Si un lien sert de source à l'article, son insertion dans le texte est à faire par les notes de bas de page.
- La présentation des références doit suivre les conventions bibliographiques. Il est recommandé d'utiliser les modèles {{Ouvrage}}, {{Chapitre}}, {{Article}}, {{Lien web}} et/ou {{Bibliographie}}. Le mode d'édition visuel peut mettre en forme automatiquement les références.
- Insérer une infobox (cadre d'informations à droite) n'est pas obligatoire pour parachever la mise en page.

Pour une aide détaillée, merci de consulter Aide:Wikification.
Si vous pensez que ces points ont été résolus, vous pouvez retirer ce bandeau et améliorer la mise en forme d'un autre article.
Pour plus de détails, voir Fiche technique et Distribution.
La Couleur pourpre de la neige (littéralement La Couleur pourpre de la chute de neige, Багровый цвет снегопада) est un long métrage russe, le dernier film du réalisateur Vladimir Motyl. Le tournage a eu lieu de 2002 à 2008. Le film n'a pas été diffusé dans les salles en Russie. La première diffusion à la télévision a eu lieu le 17 juin 2012 sur la première chaîne

## Sujet
L'action du film débute pendant la Première Guerre mondiale. Ksénia Guerstel est la fille d'un riche industriel de Kiev, tué lors de troubles révolutionnaires. Elle vient d'apprendre que son fiancé, Sacha, a lui aussi été tué au front et n'a plus de nouvelles de son frère Konstantin. Désespérée, elle s'engage comme infirmière dans la Croix rouge. C'est là qu'elle rencontre le général-major Rostislav Batorski, un quinquagénaire divorcé qui lui sauve la vie et remplace de fait son père. Elle est hébergée à Petrograd par ce même général quand il est renvoyé chez lui pour blessure. 
Le général s'éprend peu à peu de Ksénia et ils deviennent mari et femme. Ksénia reprend foi en l'avenir et rêve de famille et d'enfants. Mais la révolution de 1917 plonge la Russie dans le chaos. Lors d'une mission en Sibérie, le général est tué par des bolcheviks. Ksénia, alors enceinte de trois mois, perd l'enfant. La suite du film commence à Prague en 1926. Ksénia a retrouvé Trofim, le meurtrier de son mari...

## Distribution
- Daniela Stoianovitch : Ksénia Guerstel
- Mikhaïl Filippov : général-major Rostislav Ivanovitch Batorski
- Alexandre Tsourkane : Trofim Kriajnykh
- Anatoli Bieli : Konstantin Guerstel, frère de Ksénia